# Parc quasi national de Kita-Nagato Kaigan
Le parc quasi national de Kita-Nagato Kaigan (北長門海岸国定公園, Kita-Nagato Kaigan Kokutei Kōen) est un parc quasi national situé dans la préfecture de Yamaguchi au Japon. Créé le 1er novembre 1955, il s'étend sur 80,21 km2.